# Municipio de Eden (condado de Decatur)
El municipio de Eden (en inglés: Eden Township) es un municipio ubicado en el condado de Decatur en el estado estadounidense de Iowa. En el año 2010 tenía una población de 282 habitantes y una densidad poblacional de 3,01 personas por km².

## Geografía
El municipio de Eden se encuentra ubicado en las coordenadas 40°40′37″N 93°44′17″O / 40.67694, -93.73806. Según la Oficina del Censo de los Estados Unidos, el municipio tiene una superficie total de 93.58 km², de la cual 93,5 km² corresponden a tierra firme y (0,09 %) 0,09 km² es agua.

## Demografía
Según el censo de 2010, había 282 personas residiendo en el municipio de Eden. La densidad de población era de 3,01 hab./km². De los 282 habitantes, el municipio de Eden estaba compuesto por el 98,94 % blancos, el 0,35 % eran asiáticos, el 0,35 % eran de otras razas y el 0,35 % eran de una mezcla de razas. Del total de la población el 1,42 % eran hispanos o latinos de cualquier raza.